# ブレスユー (芸能プロダクション)
タレントエージェンシー ブレスユー（英文社名；Talent Agency Bless You）は、東京都渋谷区に本社を置く日本の芸能プロダクション、映画制作会社。レッスンスクール「クリエイティブスタジオ・ブレスユー」も運営している。旧社名は「オフィスワタナベ」。代表取締役社長の渡辺氏は、福島テレビの元局アナウンサーとして知られている。ワタナベエンターテインメントグループ会社として、福島県を中心に活動できるマルチタレントの発掘・育成にも取り組んでいる。

## 沿革・概要
- 1993年9月 - 東京都渋谷区代々木4-31-2 ライオンズマンション初台第二503に「オフィスワタナベ」として設立。
- 1999年10月 - 所属タレントの質向上を目的とした養成機関「オフィスワタナベ塾ブレスユー」（厚生労働大臣許可）を開塾。タレント、役者を育てるべく独自のカリキュラムを作成し、レクチャーを行っている。
- 2002年4月 - 同養成機関を「クリエイティブスタジオ・ブレスユー」としてリニューアルオープンした。
- 2012年8月 - 屋号を「オフィスワタナベ」より「タレントエージェンシー ブレスユー」に変更。
- 2016年1月 - タレントマネージメント業務の部門区別化により、専属タレント部門・登録タレント部門として新たにスタート。専属タレント部門には、テレビタレント、リポーター、アナウンサー、ラジオパーソナリティー、俳優、女優、モデル、アーティスト、子役が所属している。

## 主な所属タレント

### 男性
- 梅澤悠斗
- 糟谷健二

### 女性
- 小島友実
- 牧ほのか[1]
- 寺西エミリ[2]
- 寺西リナ[3]
- 長江美貴[4]
- 小池裕子[5]
- 黒田薫
- 芦澤知鼓
- 黒田和佳奈
- 武田あかり
- 小野紫
- 郡司香織
- 稲葉弥生
- 藤井茉優
- 方丈千華
- 野﨑菜美

### キッズ
- 押場大和[6]
- 佐藤さくら

## かつて所属していたタレント
- 伊藤俊輔
- 糸山雄大
- 近藤芳樹
- ジミーMackey
- 竹原司
- 中林大樹
- 増尾遵
- 茂木弘人
- 伊東美咲
- 小湊美和
- 鈴木ほのか
- 千葉麗子
- 成瀬瑛美
- 波多野美希
- 麻里奈
- 渡辺千晴

## 制作
短編映画
- レッドラバーボール（2002年）
- Lesson（2003年）
- ハナムケ（2004年）
- 落語マン（2005年）
- ヤオイ八十一（仮）（2006年）
- 失恋に効くクスリ（2007年）
- ヤオイ最終章（2008年）